# Дивовижний новий світ (фільм, 1998)
Дивовижний новий світ – телевізійний фільм, знятий режисерами Леслі Лібманом та Ларрі Вільямсом у 1998 році за мотивами однойменного роману Олдоса Гакслі. Прем'єра фільму відбулася 19 квітня 1998 року. Вперше транслювався на каналі NBC.

## Сюжет
Дія фільму проходить у новому, повоєнному світі. Людство живе без війн, хвороб, злочинності та інших негараздів, проте люди позбавлені почуттів та емоцій. Відсутній інститут сім’ї, який вважається анахронізмом, а слова "батько" та "матір" - майже брудною лайкою. Мати дітей, які повинні вирощуватися в інкубаторах, категорично заборонено законами. 
Люди з дитинства виховуються за допомогою програми, яка зазначає важливість кожного та вказує кожному його місце у суспільстві. 
Але частка людей не прийняла новий світ та мешкає  у резерваціях за довоєнними правилами. Люди нового світу вважають їх дикунами.
Головні герої фільму – Бернард Маркс, один з керівників проектів департаменту інкубаторів, де вирощуються діти, та Ленайна Краун –  вихователь, летять на екскурсію до резервації. Гелікоптер потрапляє  в аварію, та Маркс і Краун зустрічають одного з місцевих мешканців на ім’я Джон, який разом зі своєю матір’ю допомагає їм. Також Джон розповідає, що його батьком був один з людей нового світу, який потім кинув його матір.
Бернард та Ленайна повертаються у цивілізований світ і запрошують із собою Джона та Лінду - його матір.
Джону не до вподоби новій світ, в якому відсутні будь-які почуття, а люди працюють лише задля споживання. Він приходить на урок до школи та намагається розповісти про почуття поезією Шекспіра, але ані діти, ані люди нового світу не розуміють його.
Зрештою з’ясовується, що батьком Джона є директор департаменту інкубаторів і останнього звільняють з посади та направляють на перевиховання.
Джон хоче втекти від цивілізації, але гине, впавши зі старої вежі.
Місце директора пропонують Бернарду. В цей час він дізнається, що Ленайна вагітна його дитиною та починає розуміти, що ймовірно кохає її. Він надає Ленайні дозвіл залишити межі нового світу та не приходить на засідання, де повинна була бути узгоджена його кандидатура на посаду директора. 
Фільм завершується кадрами, на яких Бернард та Ленайна в обіймах з дитиною перебувають на морському пляжі…

## Критика
Девід Паркінсон з Radio Times вважає фільм розчаруванням для шанувальників роману.
Кіт Фіппс із The Ringer зазначив, що «адаптація цього роману…виявляється набагато складнішою…».